# Hermann E. Ott

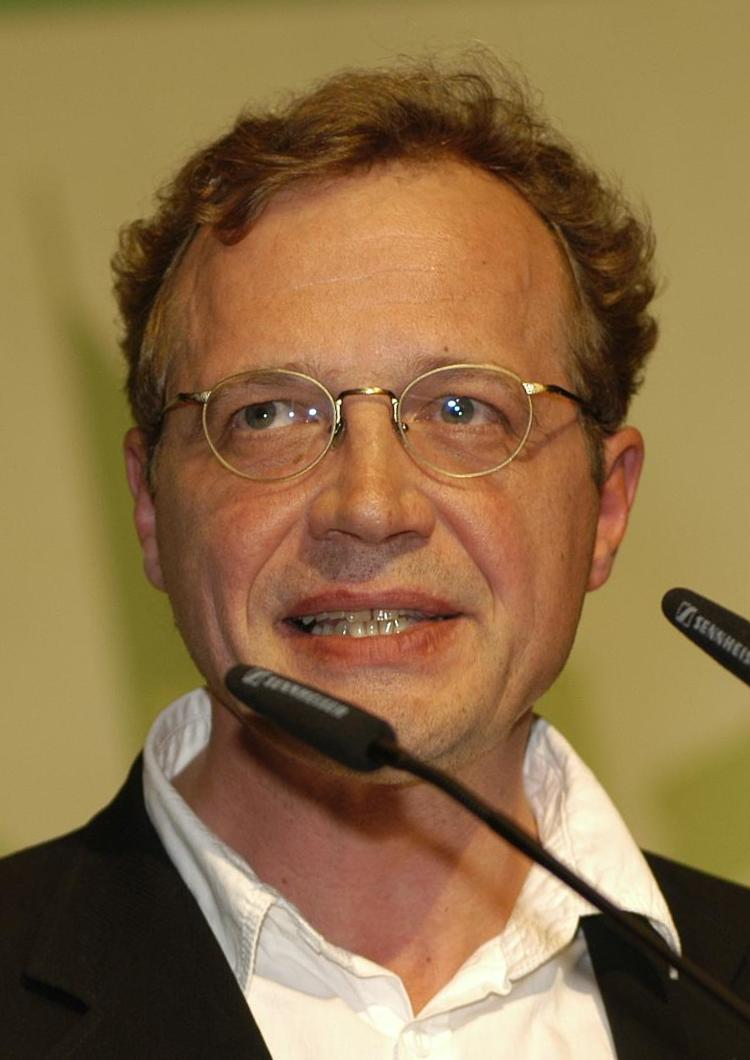
Hermann Ott (2008).

Hermann E. Ott (* 15. Mai 1961 in Münster) ist ein deutscher Jurist, Umweltwissenschaftler und Politiker von Bündnis 90/Die Grünen.
Er war Umweltwissenschaftler beim Wuppertal Institut für Klima, Umwelt, Energie und von 2009 bis 2013 Bundestagsabgeordneter seiner Partei. Seit 2016 ist er Honorarprofessor an der Hochschule für nachhaltige Entwicklung Eberswalde und ehrenamtlich Vorstandsmitglied im Deutschen Naturschutzring. Ab 2018 baute er für die internationale Umweltrechtsorganisation ClientEarth das deutsche Büro in Berlin auf und leitete es bis 2024.

## Ausbildung
Nach einem Studium der Politik- und der Rechtswissenschaft in München, London und Berlin absolvierte Ott das juristische Referendariat bei der Europäischen Kommission in Brüssel im Umweltbereich, in Nairobi beim Ozon-Sekretariat des UN-Umweltprogramms (UNEP) und in der Kanzlei von Otto Schily. Thema seiner Doktorarbeit 1997 war das Umweltregime im Völkerrecht.

## Beruflicher Werdegang
Von 1988 bis 1990 war Ott Wissenschaftlicher Mitarbeiter am Institut für Staatslehre, Staats- und Verwaltungsrecht sowie Institut für Völkerrecht, Europarecht und ausländisches öffentliches Recht in Berlin. Von 1992 bis 1994 betätigte er sich als freier Rechtsanwalt, dabei war er ständiger Mitarbeiter der Kanzlei Schily, Becker, Geulen.
1994 wurde er Projektleiter der Abteilung Klimapolitik im Wuppertal Institut, 1998 kommissarischer Leiter der Abteilung Klimapolitik. Von November 2000 bis Juni 2001 arbeitete er im Planungsstab des Auswärtigen Amtes. 2001 wurde er Direktor der Abteilung Klimapolitik des Wuppertal Instituts und 2004 Leiter der Berliner Büros. Nach seiner Zeit als Bundestagsabgeordneter (2009–2013) war Hermann E. Ott erneut bis 2018 im Berliner Büro des Wuppertal Instituts tätig. 
Ab 2018 baute Ott für die internationale Umweltrechtsorganisation ClientEarth das deutsche Büro in Berlin auf und leitete es bis 2024, seitdem ist er selbstständiger Berater. Seine Begründung für die Rückkehr in den juristischen Bereich: „Das Recht ist zurzeit das schärfste Schwert zur Durchsetzung von Klima-, Umwelt- und Naturschutz. Und damit auch für den Schutz des Menschen.“

## Wissenschaftliches und politisches Engagement
Ott war u. a. tätig beziehungsweise Mitglied bei:
- Editorial Board, The Open Environmental Journal (Online-Journal)
- Scientific Advisory Board, Zeitschrift International Environmental Agreements
- Panel of Arbitrators, Permanent Court of Arbitration, Den Haag, Niederlande
- Steering Committee, British-German Forum on the Environment
- Associate, Foundation for International Environmental Law (FIELD), London
- Environmental Law Network International
- Deutsche Gesellschaft für die Vereinten Nationen, Bonn
- Deutsche Umweltstiftung, Berlin
- International Law Association/Deutsche Vereinigung für Internationales Recht
- 2001–2007: Aufsichtsrat, Greenpeace Deutschland
- Förderverein Rieselfelder Münster e.V.

Bei der Bundestagswahl 2009 erlangte Hermann E. Ott über die Landesliste Nordrhein-Westfalen von Bündnis 90/Die Grünen ein Mandat als Abgeordneter des Deutschen Bundestages. Als Kandidat für ein Direktmandat trat er im Bundestagswahlkreis Wuppertal I an. Ott war klimapolitischer Sprecher der Bundestagsfraktion, Mitglied im Petitions- und Umweltausschuss sowie in der Wachstums-Enquete. Bei der Bundestagswahl am 22. September 2013 verlor Ott sein Bundestagsmandat. 
Ott ist seit dem Jahr 2016 im Präsidium beim Deutschen Naturschutzring.

## Veröffentlichungen
- Zusammen mit Sebastian Oberthür: Das Kyoto-Protokoll. Internationale Klimapolitik für das 21. Jahrhundert (The Kyoto protocol), Opladen 2000, ISBN 3-8100-2966-1